# 宾州厅
宾州厅，晚清时设置的厅。
光绪六年（1880年）置，治所在今黑龙江省宾县。二十八年（1902年），升宾州直隶厅，在厅属地东南置延寿县。宣统元年（1909年），升为宾州府。